# متحف الدلم
متحف الدلم أحد متاحف منطقة الرياض يقع في محافظة الخرج مركز الدلم , أسسه إبراهيم عبد العزيز عبد الله الشاهين، يتكون المتحف من مبنى قديم من دور واحد يضم خمس قاعات للعرض حيث تحوي هذه القاعات عددا هائلا من القطع التراثية، وقد تم تصنيف القطع حسب نوعها ومن بينها العمـلات والحـلي الفضيات وأدوات السقيا والأدوات الزراعية والجلديـات والأبـواب القديمة وأدوات الإضاءة والموازين والمكاييل والملابس والصوفيات وأدوات القهوة وأواني الطبخ ومجموعة من أدوات القهوة والشاي.

## وصلات خارجية
- متحف الدلم
- الشاهين يستقبل الزوار في متحف الدلم